# نينا بلاكوود
نينا بلاكوود (بالإنجليزية: Nina Blackwood)‏ هي دي جيه وممثلة أمريكية، ولدت في 12 سبتمبر 1955 في سبرينغفيلد في الولايات المتحدة.

## وصلات خارجية
- الموقع الرسمي
- نينا بلاكوود على موقع IMDb (الإنجليزية)
- نينا بلاكوود على موقع إن إن دي بي (الإنجليزية)
- نينا بلاكوود على موقع ديسكوغز (الإنجليزية)
- نينا بلاكوود على موقع قاعدة بيانات الفيلم (الإنجليزية)